# Newyjou
Newyjou byla country skupina vedená Jiřím Hoškem, činná v letech 1979 až 2000.
Předchůdcem Newyjou bylo bluegrassové trio Wyjou, založené v roce 1975 studenty pražské konzervatoře. V roce 1976 získalo jednu z hlavních cen na festivalu Porta. Wyjou se rozpadli v roce 1978.
V roce 1979 Jiří Hošek na činnost tria navázal novou skupinou Newyjou. Skupina se postupně rozšířila do formátu velké moderní country skupiny, která měla až deset stálých členů, od založení se ve formaci vystřídalo několik desítek hudebníků. Od roku 1985 působila skupina profesionálně a vystupovala mimo jiné i v televizi. Hrála jak původní písničky komponované převážně kapelníkem Jiřím Hoškem, tak i přetextované písně moderní americké country music. Nejvíce textů pro skupinu napsal Jaroslav Kratěna. V roce 1982 Newyjou získali jednu z hlavních cen na Portě, a v letech 1987, 1989 a 1990 získali ceny na festivalu Děčínská kotva. Před rokem 1989 byla sólovou zpěvačkou skupiny Milena Soukupová. Od roku 1989 do roku 1996 byla sólovou zpěvačkou Šárka Rezková. Skupina, která byla průkopníkem české moderní country, ukončila činnost v roce 2000.

## Historie

### Wyjou
Soubor byl založen z iniciativy violoncellisty Jiřího Hoška. Původně šlo o bluegrassové trio, složené ze studentů pražské konzervatoře (Jiří Hošek – kontrabas, baskytara, leader, Ivan Preisler – banjo, baskytara a Oldřich Nussberger – akustická kytara, zpěv, brzy po založení i Marek Eben – klavír, jednoduché bicí nástroje).
Ještě pod názvem Wyjou získala skupina v roce 1975 v původním složení cenu za netradiční pojetí žánru na celostátním finále soutěže Porta v Třebíči. Roku 1976 vyhrála Wyjou jednu z hlavních cen ve finále soutěže Porta 76 v Ústí nad Labem; v ročníku 1980 získal soubor znovu jednu z hlavních cen ve finále soutěže Porta 80. Obdobných úspěchů dosahovala skupina i v pražských kolech až do roku 1978, kdy z ní odešel Marek Eben, který založil vlastní sourozenecké trio.

### Newyjou
V roce 1979 Hošek rozpadlou skupinu obnovil v novém obsazení pod názvem Newyjou. Od roku 1985 působila skupina profesionálně a vystupovala na samostatných koncertech a ve festivalových programech. V roce 1996 absolvoval soubor turné po České republice se zpěvákem country music Michaelem Lee Pickernem, který s ní natočil vlastní kompaktní disk. Vystoupil na country festivalech v Rakousku a v Německu. V roce 1988 vystoupila skupina s vlastním programem a doprovázela zahraniční sólisty na mezinárodním festivalu Intercountry v pražské Sportovní hale. Původní písně pro skupinu komponoval leader Jiří Hošek od roku 1985 na texty Jaroslava Kratěny (mimo jiné Nehledej adresu mou, Vylepši si ráno kávou, Úsvit je fér a další). Skupina, která natáčela svůj repertoár pro Československý (Český) rozhlas a Československou (Českou) televizi (mimo jiné také videoklip Blue Kentucky Girl), vystupovala mimo jiné v televizních pořadech Telegramiáda, Televarieté, Televizní klub mladých atd. V roce 1985 nahrál soubor v plzeňském rozhlasovém studiu písně Jana Rychlíka a Vlastimila Hály z filmu režiséra Oldřicha Lipského Limonádový Joe (film vznikl roku 1964). V letech 1987 a 1989 získala skupina ocenění v podobě bronzové a divácké Kotvy na festivalu Děčínská kotva (za interpretaci písně Za hvízdavým parníkem), v roce 1990 cenu ankety diváků Děčínské kotvy za píseň Jiřího Hoška a Jaroslava Kratěny Ameriko, jsi náhle blíž. Nahrávky skupiny (mimo jiné např. snímky instrumentálních verzí slavných countryových písní) vydaly firmy Supraphon a Edit; v roce 1992 vydala firma Edit kompaktní disk Country Show On Broadway, který skupina natočila v obsazení: Šárka Rezková – sólový zpěv, Eva Mayerová – housle, mandolína, zpěv, Ladislav Pokorný – akustická a elektrická kytara, Ladislav Bartoš – bass, vocal, Luděk Kodrle – bicí nástroje, Jiří Hošek – klávesové nástroje, violoncello, a hosté: Helena Hnyková – housle, Zuzana Pešková – viola, Martin Černý – banjo, Igor Vasil – trubka, Helena Charvátová – fiddle.
V roce 1996 doprovázela skupina Newyjou americkou zpěvačku Rattlesnake Annie na jejím koncertě v Praze, realizovaném k prvnímu výročí úmrtí Michala Tučného. Skupina, jejíž činnost představovala průkopnický soubor moderní country music v České republice v osmdesátých a devadesátých letech 20. století, ukončila činnost v roce 2000. Některé z písní skupiny jsou dosud populární a zlidověly (např.: Nehledej adresu mou, Já to vzdávám, Nejtajnější přání, Říkám Goodbye).
Ve skupině působil jako baskytarista a zpěvák římskokatolický kněz Vavřinec Skýpala.

## Diskografie
- čtyři singly v letech 1986 až 1990
- album Vytoč můj telefon (1990)
- album Šárka & Newyjou, Country Show on Broadway (v angličtině, 1992)
- album Jubileum 20 let, 1975–1995 (1995)
- kompilační album Newyjou (Supraphon, 2017)

## Písničky (výběr)
- Já to vzdávám / Já se loučím (originál Emmylou Harris: Two More Bottles of Wine, č. text Ivan Preisler)
- Nehledej adresu mou (Jiří Hošek / Jaroslav Kratěna)
- Říkám goodbye (Jiří Hošek / Jaroslav Kratěna)
- Serióznost není tvůj styl (originál Chuck Berry: You Never Can Tell, č. text J. Kratěna)
- Tak říkej (originál K. T. Oslin: Do Ya, č. text O. Nussberger, R. Kormoutová)
- Úsvit je fér (Jiří Hošek / Jaroslav Kratěna)
- Vylepši si ráno kávou (Jiří Hošek / Jaroslav Kratěna)
- Vytoč můj telefon (text Jaroslav Kratěna)
- Za hvízdavým parníkem (Zdeněk Němeček / Jaroslav Kratěna)